# بری دیلر
بری چارلز دیلر (به انگلیسی: Barry Diller) در ۲ فوریهٔ ۱۹۴۲ در سانفرانسیسکو کالیفرنیا در ایالات متحدهٔ آمریکا به دنیا آمد. وی هم‌اکنون رئیس هیئت مدیره و مدیر عامل اجرایی شرکت‌های اینتر اکتیو کورپوریشن می‌باشد. وی در گذشته نیز رئیس هیئت مدیره و مدیر عامل اجرایی قسمت رادیو تلویزیون شرکت‌های فاکس قرن ۲۱ و پارامونت و مدیر عامل اجرایی رادیو تلویزیون آمریکا بوده‌است.
نشریهٔ فوربز در می ۲۰۱۴ اعلام کرد که دارایی او بالغ بر ۲٫۴ میلیارد دلار می‌باشد.

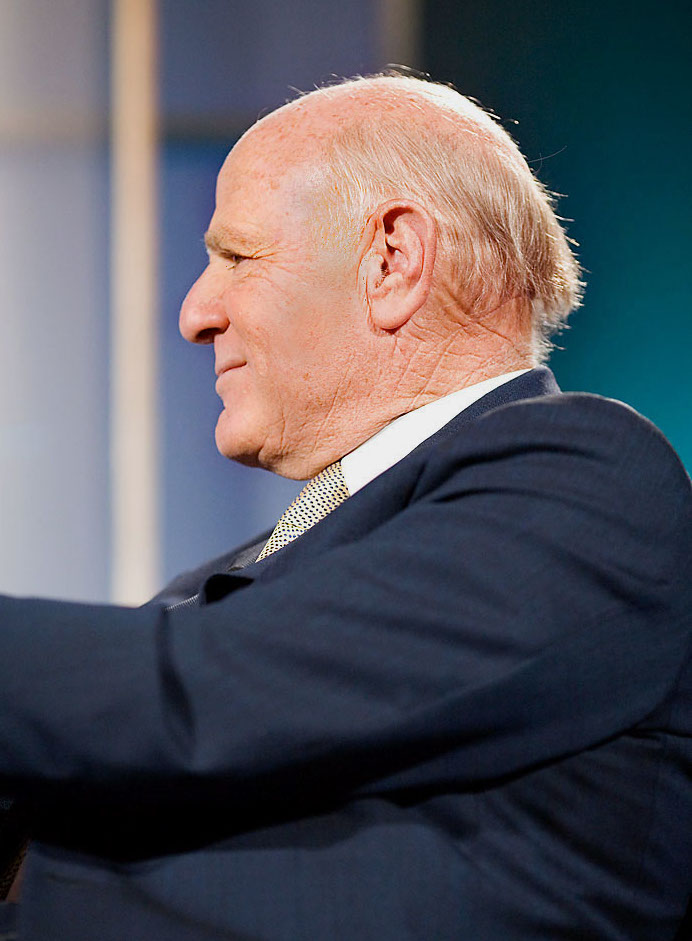
بری دیلر در کنفرانس وب ۲ در سال ۲۰۰۵